# مطار تلعفر العسكري
مطار تلعفر العسكري مطار عسكري يقع في قضاء تلعفر حوالي 64كلم شرق الحدود العراقية السورية. بني منتصف الثمانينات من قبل شركات يوغسلافية ويتألف من مدرج بطول 3047 م وحوالي عشرة ملاجئ طائرات محصنة.تعرض المطار إلى قصف جوي مكثف خلال حرب العراق 2003 ثم أستولت عليه القوات الأمريكية وأستخدمته كقاعدة أساسية لها في شمال العراق حتى عام 2011 حين سلمته إلى القوات العراقية التي أتخذت المطار كمقر ل (قوة حماية تلعفر).
اوائل حزيران/يونية عام 2014 تعرض مطار تلعفر العسكري إلى هجوم شديد من قبل عناصر داعش ودارت فيه معارك أستمرت حتى يوم 23 حزيران/يونية حين أضطرت القوات العراقية للانسحاب وترك المطار بيد تنظيم داعش ,الذي أستخدمه كمعتقل للأسرى اليزيدين وكمركز لتدريب عناصره.
وفي 18 نوفمبر 2016، أعلن الحشد الشعبي تحرير المطار بالكامل من سيطرة تنظيم الدولة الإسلامية (داعش) وقتل 300 مقاتل من التنظيم.